# Guitalens
Guitalens ist eine ehemalige französische Gemeinde im Département Tarn. Seit 2007 ist sie ein Teil der Gemeinde Guitalens-L’Albarède.

## Geografie
Das Dorf Guitalens bildet mit Lalbarède einen Doppelort. Lalbarède liegt am rechten Ufer des Agout, während Guitalens am linken Ufer liegt. Die ehemalige Gemeinde Guitalens hatte eine Fläche von 565 Hektar und ist damit der größere Teil der neugegründeten Gemeinde Guitalens-L’Albarède. Sie liegt auf einer Höhe von 139 bis 270 Meter.

## Geschichte
Nach der französischen Revolution entstand die Gemeinde und gehörte seitdem zum Kanton Vielmur (später Vielmur-sur-Agout) und zum Arrondissement Castres. 2007 fusionierte Guitalens schließlich mit dem Nachbarort Lalbarède.
| Jahr      | 1962 | 1968 | 1975 | 1982 | 1990 | 1999 | 2006 |
| Einwohner | 309  | 330  | 320  | 291  | 299  | 336  | 371  |